# Navalin
Navalin (cyr. Навалин) – wieś w Serbii, w okręgu jablanickim, w mieście Leskovac. W 2011 roku liczyła 826 mieszkańców.